# Fowler (Kalifornien)

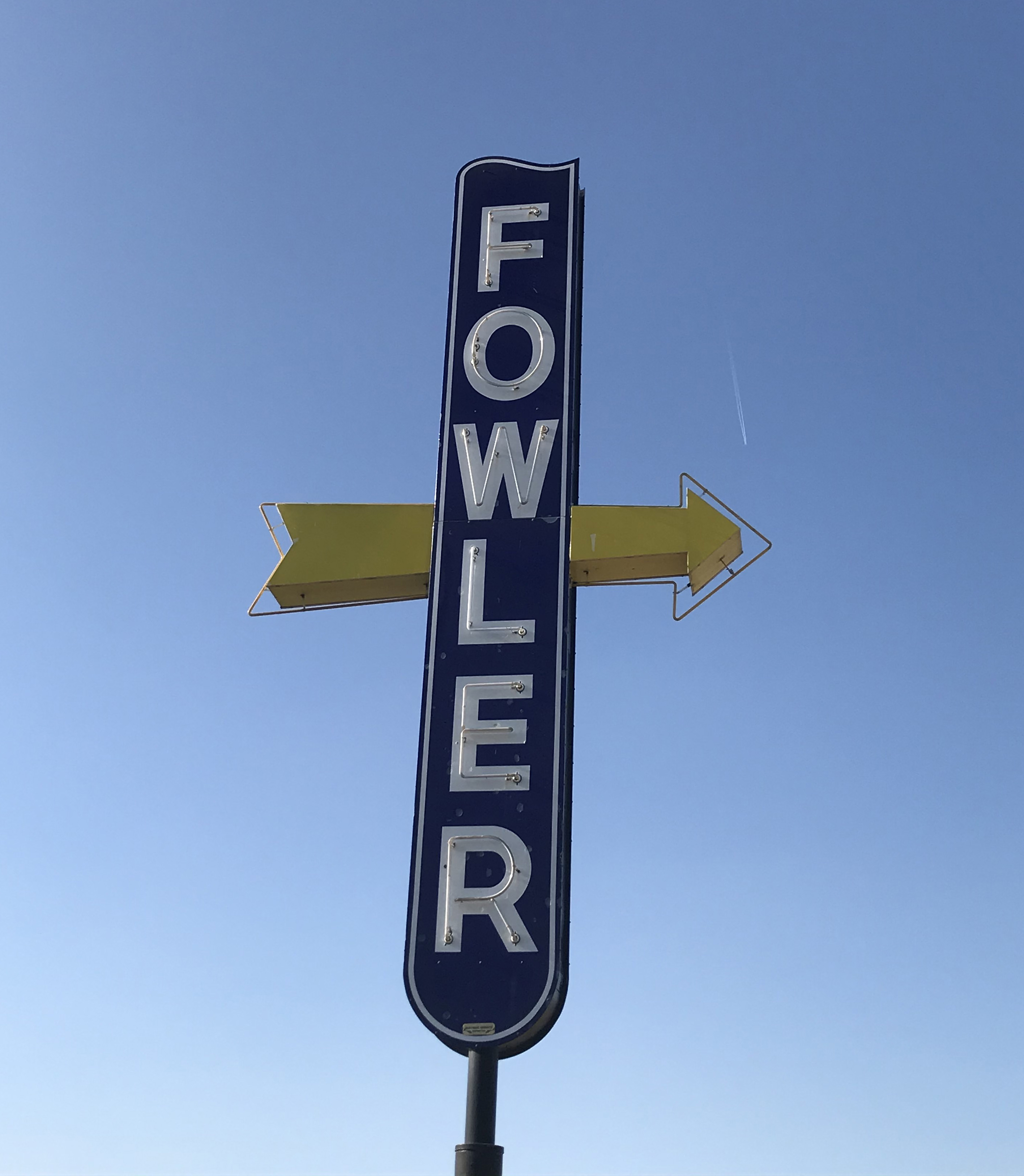
Fowler, Kalifornien

Fowler (früher auch Fowler’s Switch) ist eine Stadt im Fresno County in Kalifornien, Vereinigte Staaten. 2010 waren dort 5570 Einwohner registriert. Die Stadt liegt im San Joaquin Valley.

## Lage
Der Ort liegt 18 Kilometer südwestlich von Fresno auf einer Höhe von 94 Metern.

## Geschichte
Das erste Postamt an dieser Stelle öffnete 1882. Am 15. Juni 1908 wurde die Stadt offiziell gegründet. Sie ist nach dem Senator Thomas Fowler benannt. Heutiger Bürgermeister ist David Cardenas.